# Gecser Lujza
Gecser Lujza (Budapest, 1943. december 20. – Budapest, 1988. február 8.) magyar textiltervező és iparművész, korszakának kiemelkedő textilművésze.

## Életútja, munkássága
Textilművészeti tanulmányait – a Hazai Fésűsfonógyár ösztöndíjasaként – 1964 és 1968 között végezte a Magyar Iparművészeti Főiskolán, mesterei Bakay Erzsébet és Plesnivy Károly voltak. Két hónapig a gyárban dolgozott, majd szabadúszó művész lett. Pályafutása kezdetén hagyományos gobelinnel, majd csomózott, makramémunkákkal foglalkozott. A tradicionális stílusból kitörve  Magyarországon ő mutatott be először tértextileket (Zigóta, 1972). Formáit szövéssel, fonással, különböző merevítésekkel (műgyantával, lakkal, gipsszel) alakította ki, és alkotásaiban a megszokott textilanyagokon kívül addig szokatlan egyéb anyagokat, papírt, celofánt, alumíniumfóliát, sprayfestéket, üveget, tükröt stb. is felhasznált. Bekapcsolódott az 1975-ben indult Velemi Textilművészeti Alkotóműhely munkájába, és itt készítette egyik híres művét, a Hidakat. Fejlődésének következő szintjén már experimentális irányba fordult művészete, például átlátszó-átlátszatlan, épített térrendszerére filmet vetített. Egyre nagyobb szerepet kaptak alkotásaiban a koncept-art eszközei, a fotó és film: például az Egy rajz változásai szövés és fotózás által (1980) és a Filmszövés, fényszövés (1981) című alkotásai úgy születtek, hogy az eredeti rajzot lefotózta, felnagyította, felszabdalta, majd szövés segítségével újrateremtette a rajzot. Utolsó alkotó periódusában rajzokat, fotókat és könyvmunkákat készített.
Pályafutása kezdetétől kiállító művész volt, rendszeresen részt vett a textil- és iparművészeti kiállításokon itthon és külföldön, és számos egyéni kiállítása is volt. Több textilmunkát  készített megrendelésre, munkái megtalálhatók az Iparművészeti Múzeumban, székesfehérvári Szent István Király Múzeumban és a Szombathelyi Képtárban. 1971-ben megkapta a Népművészet Ifjú Mestere díjat.

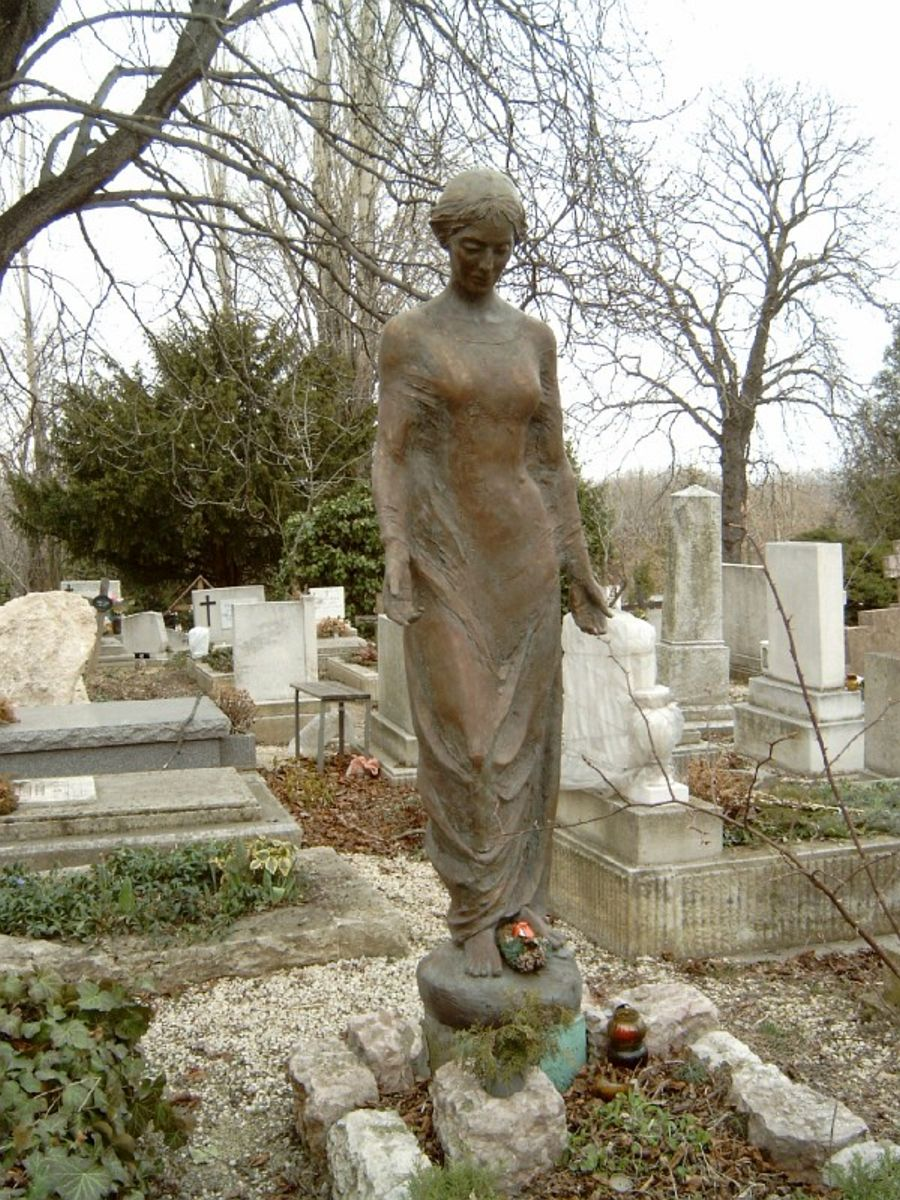
Sírja a Farkasréti temetőben (21/4-1-119). Alkotó: R. Törley Mária, 1992.

## Egyéni kiállításai
- 1969 – Fiatal Művészek Klubja, Budapest
- 1972 – József Attila Művelődési Központ, Budapest
- 1973 – Fészek Művészklub, Budapest
- 1975 – Mini Galéria, Budapest
- 1976 – Fészek 1901–2001. Reflexiók II., Fészek Művészklub, Budapest
- 1977 – Felejtés, Iparművészeti Múzeum, Budapest
- 1978 – Zwinger, Kőszeg
- 1979 – Jókai Művelődési Ház, Budaörs
- 1982 – Fotó-textil?, Fészek Galéria, Budapest
- 1984 – Műcsarnok, Budapest
- 1986 – Józsefvárosi Galéria, Budapest
- 1987 – Eötvös Loránd Tudományegyetem esztétikai tanszék, Budapest
- 1989 – Emlékkiállítás, Szent István Király Múzeum, Székesfehérvár

## Válogatott csoportos kiállításai
- 1970 – Horizont, Magyar Iparművészeti Múzeum, Budapest – Fiatal iparművészek első országos kiállítása, Ernst Múzeum, Budapest – 1. Fal- és Tértextil Biennále, Savaria Múzeum, Szombathely
- 1971 – Fiatal népi iparművészek kiállítása, KISZ Központi Művészegyüttes Székháza, Budapest – Népi szőnyegek kiállítása, Türr István Múzeum, Baja
- 1972 – 2. Fal- és Tértextil Biennále, Savaria Múzeum, Szombathely – Lakástextil kiállítás, Iparművészeti Múzeum, Budapest – Csontváry Terem, Pécs – Mai magyar iparművészet, Magyar Iparművészeti Múzeum, Budapest
- 1973 – Világifjúsági Találkozó-pályázat, Liszt Ferenc téri Könyvklub
- 1974 – Tárgy és alkotója. Mai Magyar Iparművészet II., Iparművészeti Múzeum, Budapest – 3. Fal- és Tértextil Biennále, Savaria Múzeum, Szombathely
- 1975 – Jubileumi Iparművészeti kiállítás, Műcsarnok, Budapest – Kortárs magyar textilművészet, G. Sin'Paora, Párizs – Savaria Múzeum vendégkiállítása, Künstlerhaus, Graz – Magyar Miniatűrtextilek, Savaria Múzeum, Szombathely – Velemi Textilművészeti Alkotóműhely, Velem
- 1976 – Modern magyar textilek, Grassi Museum, Lipcse – Magyar miniatűrtextilek, MDM G., Varsó – Magyar textilkiállítás, G. Yahia, Tunisz – 4. Fal- és Tértextil Biennále, Savaria Múzeum, Szombathely – Velemi Textilművészeti Alkotóműhely, Velem – Művészet a Művészetben, Dél-Balatoni Művelődési Központ, Siófok
- 1977 – Válogatás a szombathelyi textilbiennálék anyagából, Sipka u. Galéria, Szófia – Vizuális játékok, Józsefvárosi Galéria, Budapest – Velemi Textilművészeti Alkotóműhely '76, Jókai Klub, Budapest – Mai magyar textilművészet, Amos Anderson Művészeti Múzeum, Helsinki, Modern magyar textilművészet, Nordjyllands Kunstmuseum, Aalborg
- 1979 – Gondolatok lágy anyagokra, Fiatal Művészek Klubja, Budapest – Válogatás a Savaria Múzeum textilgyűjteményéből, Dalles Terem, Bukarest – Modern magyar textilművészet, Nikolaj Kirke, Koppenhága – 3. Textiltriennále, Centralne M. Włókiennictwa, Łódź
- 1979 – Velemi Textilművészeti Alkotóműhely 1975-1978, Landesmuseum Joanneum, Graz – Textil - textil nélkül, Fiatal Művészek Klubja, Velemi Alkotóműhely – Határesetek, Iparművészeti Múzeum, Budapest
- 1980 – A kéz intelligenciája, Műcsarnok, Budapest – 6. Fal- és Tértextil Biennále, Savaria Múzeum, Szombathely – Velemi Textilművészeti Alkotóműhely 1975-1979, Uitz Terem, Dunaújváros – Velemi Textilművészeti Alkotóműhely 1975-1979, Nagy Balogh Terem, Budapest – Velemi Alkotóműhely, Velem – Válogatás a szombathelyi biennálék anyagából, Bartók 32 Galéria, Budapest
- 1981 – Objektek, szituációk és ellenpontok lágy anyagokkal, Műcsarnok, Budapest – Textilművészet '81, Linz – Bécs – Velemi Alkotóműhely
- 1982 – Anyagváltás, K-18, Kassel – Fotó-Textil?, Babits Művelődési Központ, Szekszárd – 7. Fal- és Tértextilbiennále, Savaria Múzeum, Szombathely – Modern magyar textilművészet, Finanzbehörde, Hamburg – Válogatás a Savaria Múzeum textilgyűjteményéből, Galerie am Parktheater, Iserlohn
- 1983 – Velemi Textilművészeti Alkotóműhely 1975-1983, Fészek Galéria, Budapest – Velemi Alkotóműhely – Művészeti szimpozionok eredményei I. Szobrászat, Műcsarnok, Budapest – Modern magyar textilművészet, Centre Culturel des Visitadines, Amiens – Espace Pierre Cardin, Párizs – École Nationale d'Art Décoratif d'Aubusson, Aubusson – Musée du Mans, Le Mans
- 1984 – 5. Nemzetközi Miniatűrtextil Biennále, Savaria Múzeum, Szombathely – 8. Fal- és Tértextil Biennále, Szombathelyi Képtár, Szombathely – Az új textil. Válogatás a Savaria Múzeum gyűjteményéből, Szent István Király Múzeum, Székesfehérvár
- 1985 – 5. Textiltriennále, Centralne M. Włókiennictwa, Łódź – IV. Nemzetközi textiltriennále, Mestna G., Piran – Kortárs magyar textilművészet, Kultúra Háza, Pozsony, Nemzeti Múzeum, Prága – Művészeti szimpozionok eredményei III. Textil, Műcsarnok, Budapest
- 1986 – 3. Kisplasztikai Triennále, Fellbach – 6. Nemzetközi Miniatűrtextil Biennále, Szombathelyi Képtár, Szombathely – 9. Fal- és Tértextil Biennále, Szombathelyi Képtár, Szombathely
- 1987 – Aktuális magyar kisplasztika, Museum für Kunst und Kulturgeschichte der Stadt, Dortmund
- 1988 – Eleven textil, Műcsarnok, Budapest – Velem + Brüsszel, Budapest Galéria Lajos u., Budapest.

## Köztéri művei
- Bajkál 1-2. (makramé, 1973, Budapest, Bajkál étterem, lebontva)
- Makramé (1976, Budapest, Koktélbár, Petőfi Sándor u., tervező: Somogyi Pál, lebontva)
- Drapéria R-sorozat (lakkal fixált textilszobrok, 1983, Budapest, Agrober kultúrterem, tervező: Makovecz Imre, lebontva).

## Emlékezete
Budapest XI. kerületében, a Zólyomi út 44. előtt áll emlékműve (Mecseki Hargita szobrászművész alkotása)